# Kleiner Hornkopf
Der Kleine Hornkopf ist ein 3194 m ü. A. hoher Berggipfel der Schobergruppe im Bezirk Spittal an der Drau (Kärnten). 

## Lage
Der Kleine Hornkopf liegt im Zentrum der Schobergruppe an der Gemeindegrenze zwischen Heiligenblut am Großglockner im Nordwesten und Großkirchheim im Südosten. Er befindet sich zwischen den Klammerköpfen bzw. dem Niedrigsten Klammerkopf (3076 m ü. A.) im Südwesten und dem Großen Hornkopf (3251 m ü. A.) im Nordnordosten, wobei der Kleine Hornkopf von den Klammerköpfen durch die Klammerscharte (2930 m ü. A.) getrennt wird. Der Kleine Hornkopf besitzt neben dem zur Klammerscharte verlaufenden Westsüdwestrücken und dem Verbindungsgrat zum Großen Hornkopf einen kurzen Westgrat und einen langen Südgrat, der zur am Gradensee liegenden Adolf-Noßberger-Hütte bzw. dem Tal des Gradenbach abfällt. Westlich des Kleinen Hornkopfs erstreckt sich zwischen den Klammerköpfen sowie dem Kleinen und Großen Hornkopf das Gössnitzkees. Neben der Adolf-Noßberger-Hütte besteht mit der nordwestlich liegenden Elberfelder Hütte eine weitere nahe gelegene Schutzhütte. 

## Aufstiegsmöglichkeiten
Der Normalweg auf den Kleinen Hornkopf führt von der Adolf-Noßberger-Hütte nach Norden in die Klammerscharte. Aus ihr erfolgt der Aufstieg über den Westsüdwestrücken zunächst über große Blöcke und im Schlussanstieg nahe am Grat (unschwierig). Wesentlich schwieriger gestaltet sich der Aufstieg über die Südwestflanke, wobei der Einstieg unterhalb der Klammerscharte befindet (II). Der Südgrat weist Schwierigkeiten bis zu IV- auf. Über Klammerscharte und Kleinen Hornkopf kann auch der Übergang zum Großen Hornkopf erfolgen (II+).